# Plavební komora Petrov
Plavební komora Petrov je vodní dopravní stavba na Baťově kanálu. Nachází se na říčním kilometru 5,768, zhruba 400 metrů nad soutokem s říčkou Radějovkou na katastrálním území obce Petrov, ve vzdálenosti 700 m severozápadně od středu obce. Předchozí plavební stupeň je Plavební komora Strážnice II, následující plavební stupeň je zdymadlo Rohatec. Ve vzdálenosti cca 200 m od komory se proti proudu nachází veřejný přístav Petrov.

## Historie
Plavební komora byla zprovozněna v roce 1938. V roce 2001 byla provedena rekonstrukce stavební i technologické části, následně v roce 2005 byla provedena elektrifikace a automatizace na jednotný systém dálkového ovládání včetně signalizace. V roce 2007 přibyla automatická regulace plavební hladiny pro úsek PK Petrov – zdymadlo Rohatec.

## Parametry plavební komory
| Celková délka plavební komory | 55,65 m        |
| Užitná délka plavební komory  | 41,55 m        |
| Šířka plavební komory         | 5,3 m          |
| Hloubka plavební komory       | 5,35 m         |
| Výška záporníku               | 1,8 m          |
| Rozdíl plavebních hladin      | 2,5 m          |
| Výška horní hladiny           | 167,84 m n. m. |
| Výška dolní hladiny           | 165,34 m n. m. |